# Brodie Peak
Der Brodie Peak ist ein 1410 m hoher Berg im Zentrum der Antarktischen Halbinsel. Im Grahamland ragt der höchste Gipfel der Bristly Peaks 8 km südsüdöstlich des Mount Castro auf.
Das Advisory Committee on Antarctic Names benannte ihn 1977 nach Earl E. Brodie (1926–2004), einem Ingenieur des United States Antarctic Research Program, der im Jahr 1969 zur Wintermannschaft auf der Palmer-Station gehörte.